# Dobrapatak
Dobrapatak (szlovákul: Potok) község Szlovákiában, a Besztercebányai kerületben, a Rimaszombati járásban.

## Fekvése
Rimaszombattól 33 km-re északkeletre fekszik, a Balog-patak (Blh) völgyében. 3 km-es bekötőút köti össze Rónapatakkal és a Nyustya–Jolsva országúttal, valamint Balogrussóval (6 km) a Balog völgyében.
Északnyugatról Gömörhegyvég, nyugatról Nyustya, délről Balogrussó, délkeletről Gömörlipóc, keletről Ratkószabadi, északkeletről Ratkószuha és északról pedig Rónapatak községekkel határos. 
8,9130 km²-es területe nem változott a 20. század során.

## Története
A 18. század végén Vályi András így ír róla: „Dobra Patak. Tót falu Gömör Vármegyében, földes Ura Gróf Koháry Uraság, lakosai katolikusok, fekszik Dobocznak szomszédságában, mellynek filiája, határja középszerű, fájok, legelőjök van, némellyek lakosai közzűl faedényeket is készítenek."
Fényes Elek szerint: „Patak (Dobra), tót falu, Gömör vgyében, egy mély völgyben, a Balogh vize mellett, Ratkóhoz 1 órányira: 22 kath., 401 evang. lak., kik sok faedényt csinálnak. Hegyen fekvő földeit a záporok rongálják, s igen soványak. F. u. többen. Ut. p. Rimaszombat."
Borovszky monográfiasorozatának Gömör-Kishont vármegyét tárgyaló része szerint: „Dobrapatak, a Dolinka nevű völgyben fekvő tót kisközség, 49 házzal és 223 ág. h. ev. lakossal. E község már 1336-ban szerepel. 1413-ban a Derencsényi családot uralja. 1460-ban már mint Balogvár tartozéka van említve és ettől kezdve e vár uraival változnak e község urai is. Jelenleg a Coburg herczegi családnak van itt nagyobb birtoka. A XVIII. században a község lakosainak legnagyobb részre faedénykészítésből élt. Evangelikus temploma 1791-ben épült. Postája Ratkó, távírója és vasúti állomása Nyustya. A község közelében feküdt hajdan Sebestyénháza, mely 1413-ban szintén mint a Derencsényiek birtoka van említve. Ma már ennek a községnek nyoma sincs. Ide tartozik Kosova puszta."
A trianoni diktátumig területe Gömör-Kishont vármegye Ratkói járásához tartozott.
1927-ben hivatalos szlovák nevét Dobrý Potok-ról Potok-ra rövidítették.

## Népessége
| Év:            | 1994. | 2004.    | 2014.    | 2024.    |
| -------------- | ----- | -------- | -------- | -------- |
| Emberek száma: | 58    | 36       | 41       | 21       |
| Eltérés:       |       | -37,93 % | +13,88 % | -48,78 % |

| Év:            | 2023. | 2024.    |
| -------------- | ----- | -------- |
| Emberek száma: | 19    | 21       |
| Eltérés:       |       | +10,52 % |

1910-ben 179, túlnyomórészt szlovák lakosa volt.
1921-ben 178 lakosa volt, valamennyien szlovák nemzetiségűek, 163-an evangélikus vallásúak.
2001-ben 44-en lakták, ebből 37 szlovák volt.
2011-ben 48 lakosából 39 szlovák és 7 cigány.

## Neves személyek
- Itt született 1853-ban Jozef Škultéty történész, nyelvész, fordító, irodalomkritikus, újságíró.